# Rue des hippies
Pour plus de détails, voir Fiche technique et Distribution.
Rue des hippies (The Love-Ins) est un film américain réalisé par Arthur Dreifuss et sorti en 1967.
Le film est librement inspiré de Timothy Leary, personnage américain des années 1960, et représente la scène de San Francisco des années 1960, en particulier le quartier de Haight-Ashbury. L'intrigue est centrée sur un pseudo-Timothy Leary qui devient le chef d'une secte de hippies qui apprécient tous les effets du LSD. La production semble être une représentation typique du travail du producteur Sam Katzman et met en scène un certain nombre de groupes musicaux populaires à l'époque. Les thèmes abordés sont la consommation de drogues et le martyre. Le film a été généralement mal accueilli, à quelques exceptions près.

## Synopsis
Patricia Cross et son petit ami Larry Osborne, deux étudiants d'une école de San Francisco, sont renvoyés pour avoir publié un journal clandestin en dehors du campus. En conséquence, un professeur de philosophie, le Dr Jonathon Barnett, démissionne de son poste d'enseignant et décide de se faire l'avocat du mouvement des jeunes de la contre-culture, et plus particulièrement de l'utilisation du LSD. Les hippies du quartier de Haight-Ashbury (dont Larry et Patricia) le voient d'abord comme un héros, puis comme quelque chose de plus. Le Dr Barnett fait une apparition dans l'émission télévisée de Joe Pyne pour exprimer son soutien à la communauté hippie et à l'utilisation du LSD.
Un jeune homme intrigant voit l'occasion de faire du Dr Barnett le chef d'une secte centrée sur l'utilisation du LSD. Il espère tirer profit des utilisateurs, des discours du Dr Barnett, connus sous le nom de « happenings », et de leur mode de vie. Lors d'une grande soirée dansante sous LSD, Patricia commence à faire un bad trip, ce qui entraîne une dispute entre elle et Larry, qui finit par séparer le couple.
Lorsque Patricia se rend compte qu'elle est enceinte, le Dr Barnett lui conseille d'avorter, ce qui la conduit à tenter de se suicider. Larry la sauve et fait de la destruction de la secte du Dr Barnett son objectif principal. Larry tire sur le Dr Barnett depuis la foule lors d'un de ses grands discours. Alors qu'un autre hippie présent calme l'assistance et qu'Elliot voit en Larry le nouveau chef de leur organisation sectaire, Larry se rend compte que son assassinat du Dr Barnett a simplement fait de lui un martyr pour le mouvement hippie.

## Fiche technique
- Titre original américain  : The Love-Ins[2]
- Titre français : Rue des hippies[3]
- Réalisateur : Arthur Dreifuss
- Scénario : Hal Collins, Arthur Dreifuss
- Photographie : John F. Warren
- Montage : Ben Lewis
- Musique : Fred Karger (it)
- Production : Jerome F. Katzman, Sam Katzman, Abe Schneider, Samuel-J. Briskin, Leo Jaffe
- Société de production : Four-Leaf Productions
- Société de distribution : Columbia Pictures
- Pays de production :  États-Unis
- Langue originale : anglais américain
- Format : Couleurs - 1,85:1 - Son mono - 35 mm
- Durée : 85 minutes
- Genre : Chronique sociale
- Dates de sortie :
  - États-Unis : 26 juillet 1967
  - France : septembre 1969[3]

## Distribution
- Richard Todd : Dr. Jonathan Barnett
- James MacArthur : Larry Osborne
- Susan Oliver : Patricia Cross
- Mark Goddard (en) : Elliott
- Carol Booth : Harriet Henning
- Marc Cavell (en) : Mario
- Janee Michelle (en) :	Lamelle
- Ronnie Eckstine (en) : Bobby
- Michael Evans (en) : Rev. Spencer
- Hortense Petra : Mme Sacaccio
- Jimmy Lloyd : M. Henning

## Article annexe
- Psychotrope au cinéma et à la télévision